# Güglingen
Güglingen é uma cidade da Alemanha, no distrito de Heilbronn, na região administrativa de Estugarda, estado de Baden-Württemberg.

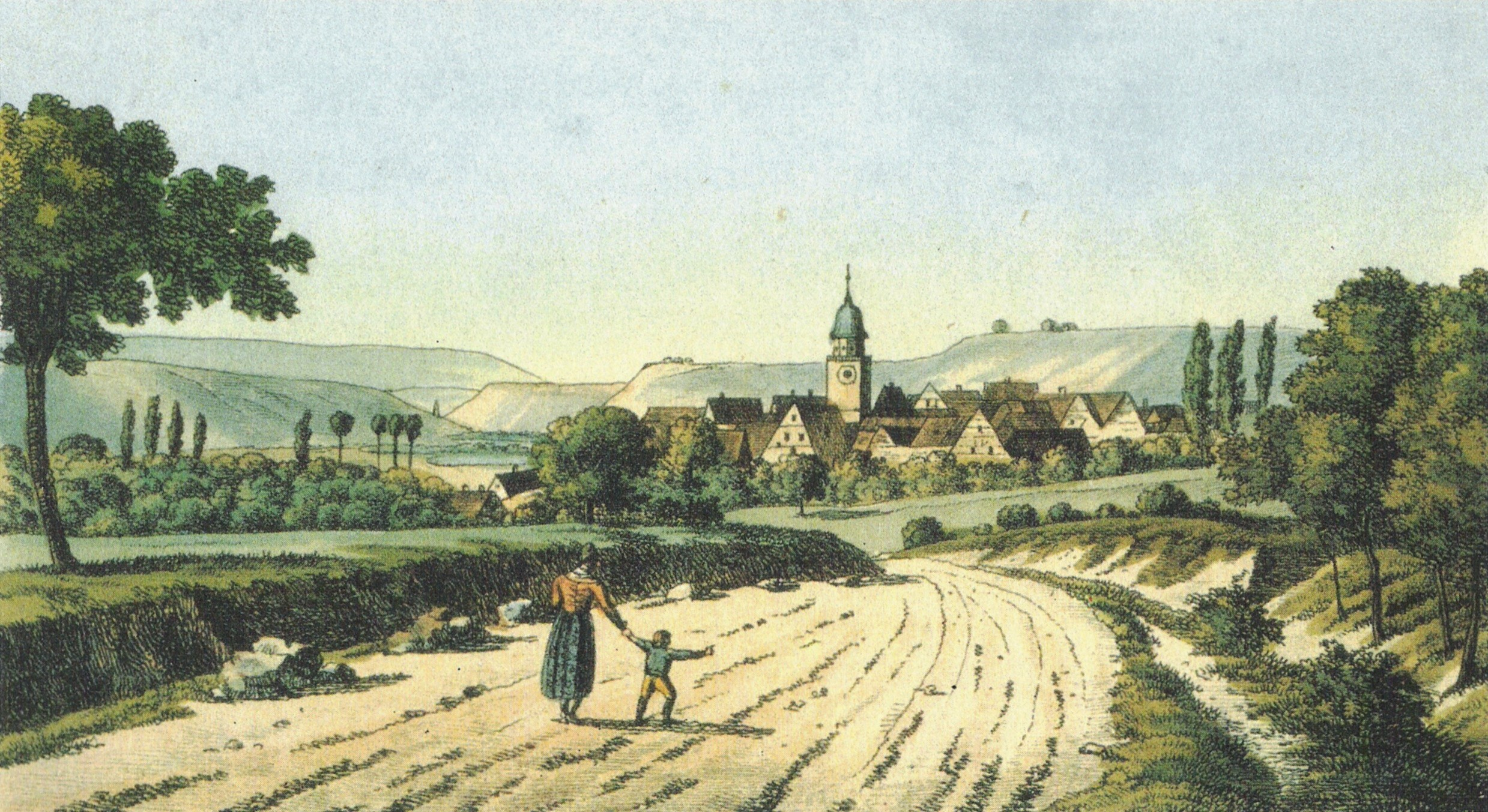
Ilustração de 1820